# Remote Viewing (Okui)
Remote Viewing è un brano musicale di Masami Okui pubblicato come singolo il 26 gennaio 2007 dalla evolution. Il singolo è arrivato alla novantaseiesima posizione nella classifica settimanale Oricon. Il brano è stato utilizzato come sigla d'apertura per il videogioco Routes.

## Tracce
CD singolo EVCS-0009
1. Remote Viewing
2. Haitoku no KISS -Love of a fallen angel- (背徳のKISS -Love of a fallen angel-)
3. Remote Viewing (off vocal version)
4. Haitoku no KISS -Love of a fallen angel- (off vocal version)

Durata totale: 17:41

## Classifiche
| Classifica (2007)                        | Posizione più alta |
| ---------------------------------------- | ------------------ |
| Giappone (Classifica settimanale Oricon) | 96                 |